# Go Away White
Go Away White је пети и финални стуфијски албум енглеског готик бенда Баухаус. Издат 2008. године од стране издавачких кућа Cooking Vinyl у Великој Британији и Bauhaus Music међународно, био је то први албум бенда са новим материјалом од 1983. године.
Убрзо након објављивања, бенд је најавио да ће ово бити њихова последња плоча и крај бенда и да неће бити турнеје која би подржала албум. Међутим, бенд је свирао "Адреналин" на неким датумима своје турнеје 2022.

## Снимање
„Go Away White“ је снимљен 2006. за 18 дана у Zircon Sky-ју у Охају. Бенд је свирао заједно у једној просторији, узимајући прве снимке као завршне резове. Бубњар Кевин Хаскинс је у интервјуу рекао да су се „стварно добро слагали, али је дошло до инцидента“. Као резултат тога, „неки од нас су једноставно осјетили да не желимо да наставимо као радна јединица“. Нису дати детаљи о инциденту.
Басиста Дејвид Џеј је касније описао инцидент као "велику свађу у студију. Нисмо хтјели да наставимо, и само смо хтјели да одбацимо албум. Чекали смо да се појави Питер [Марфи]. Наша свађа је била са њим. Па он уђе, и уради ову шокантну и бриљантну ствар. Чисти зен. Уђе, и само нам пљује латице руже у лице. Само је пресекао све. Нисмо могли да се расправљамо са тиме, па смо само ушли и наставили да снимамо".
Питер Марфи је описао албум као „спонтани“, и иако не звучи много као оно што су радили у прошлости, има неке „позитивности“ и „заиграности“ у себи.

## Критике
Нед Регет из All Music-a је написао: „Можда најбоља и најизненађујућа ствар у вези Go Away White је то што не личи на Burning from the Inside или било који други албум Баухауса – умјесто да покушавају да поврате прошлост, четири члана су покушала да се сретну у средини гдје су завршили, бар дјелимично".Д. Шон Бослер из Pitchwork-a назвао ју је „импресивном и изненађујуће истинитом лабудовом пјесмом"Џејсон Хелер из The A.V Club је написао: „Док многи култни бендови не могу да се достојанствено врате да спасу своје животе, сирови, клизећи, вјерни својим коријенима Go Away White је више од лабудове пјесме. То је мање ремек дјело које доказује да је Баухаус био лијепо очуван."
С друге стране, Drowned in Sound је написао: „Постоје неоспорни докази да је звучна територија коју су исковали била витална у то вријеме и да је остала утицајна, али 2007. имамо чуваре врата драматичног, неустрашивог рока, двоструко важнијег. Ник Кејв, за једно, не може да се убије... Баухаус је за поређење камени маузолеј, величанствен, али из неког другог времена."Under The Radar je написао: „Разочаравајуће је што овај епилог није могао бити направљен са више пажње".

## Списак пјесама
| №               | Назив                            | Трајање |  |
| 1.              | Too Much 21st Century            | 3:53    |  |
| 2.              | Adrenalin                        | 5:39    |  |
| 3.              | Undone                           | 4:46    |  |
| 4.              | International Bulletproof Talent | 4:02    |  |
| 5.              | Endless Summer of the Damned     | 4:44    |  |
| 6.              | Saved                            | 6:27    |  |
| 7.              | Mirror Remanins                  | 4:58    |  |
| 8.              | Black Stone Heart                | 4:32    |  |
| 9.              | The Dog's a Vapour               | 6:49    |  |
| 10.             | Zikir                            | 3:04    |  |
| Укупно трајање: | Укупно трајање:                  | 46:54   |  |